# Raças de cães por ordem alfabética
|  | Raças de cães por grupo |  | Por ordem alfabética |  | Por ordem numérica |  |

Nesta página encontram-se todas as raças caninas conhecidas até o momento, cujo número total está em constante mudança, e pelas quais pode-se procurar por ordem alfabética:
- A - C
- D - K
- L - P
- R - Y